# Malgomajtjärnen
Malgomajtjärnen är en sjö i Bjurholms kommun i Ångermanland och ingår i Öreälvens huvudavrinningsområde. Malgomajtjärnen ligger i Öreälven Natura 2000-område.